# Podochela macrodera
Podochela macrodera is een krabbensoort uit de familie van de Inachidae. De wetenschappelijke naam van de soort is voor het eerst geldig gepubliceerd in 1860 door William Stimpson.
De soort werd gevonden door A.H. Riise op het eiland Saint Thomas (Amerikaanse Maagdeneilanden) en door G. Wurdemann bij Key Biscayne (Florida).